# 游戏评论家奖
游戏评论家奖（又译作）是自1998年以来，在E3电子娱乐展上舉辦的年度奖项，獎項由具有代表性遊戲媒體授予獎項給在E3展出的遊戲。2019年，共有64家參與評選。要參加遊戲評論家獎的評選，作品需要在E3展中提供最少5分鐘的試玩，特別獎項則沒有此限制。。该奖项独立于E3组织方。